# Корниенко, Иван Моисеевич
Иван Моисеевич Корниенко (1920—1945) — ефрейтор Рабоче-крестьянской Красной Армии, участник Великой Отечественной войны, Герой Советского Союза (1945).

## Биография
Иван Корниенко родился в 1920 году в посёлке Лотиково (ныне — Славяносербский район Луганской области Украины). После окончания начальной школы работал сначала пастухом, затем слесарем, лесогоном на шахте. В сентябре 1942 года Корниенко был призван на службу в Рабоче-крестьянскую Красную Армию. С октября того же года — на фронтах Великой Отечественной войны. Принимал участие в боях на Северо-Западном, Брянском, Белорусском, 1-м и 2-м Белорусском фронтах. Участвовал в Курской битве, освобождении Белорусской ССР. 16 сентября 1943 года был тяжело ранен.
К июню 1944 года ефрейтор Иван Корниенко был пулемётчиком 438-го стрелкового полка 129-й стрелковой дивизии 3-й армии 1-го Белорусского фронта. Отличился во время форсирования Березины. Корниенко, действуя в составе передового отряда, под вражеским огнём переправился через Березину к югу от деревни Щатково Бобруйского района Могилёвской области Белорусской ССР. Во время отражения немецкой контратаки он уничтожил лёгкий танк с десантом на броне, а также большое количество солдат и офицеров противника. 30 июня во время боя за деревню Сычково на шоссе Минск-Бобруйск пулемётным огнём Корниенко нанёс противнику большие потери. 18 января 1945 года он погиб в бою. Похоронен у населённого пункта Ольки Макувского повята Мазовецкого воеводства Польши.
Указом Президиума Верховного Совета СССР от 24 марта 1945 года за «мужество и героизм, проявленные при форсировании Березины и в боях на плацдарме» ефрейтор Иван Корниенко посмертно был удостоен высокого звания Героя Советского Союза. Также был награждён орденом Ленина и медалью «За отвагу».